# بیانیه تورنتو
بیانیهٔ تورنتو: حفاظت از حق برابری و عدم تبعیض در سامانه‌های یادگیری ماشین، بیانیه‌ای است که از به‌کارگیری شیوه‌های مسئولانه توسط متخصصان حوزهٔ یادگیری ماشین و نهادهای حاکم حمایت می‌کند. این بیانیه به‌طور مشترک توسط گروه‌هایی از جمله عفو بین‌الملل، Access Now و امضاکنندگان برجستهٔ دیگری همچون دیده‌بان حقوق بشر و بنیاد ویکی‌مدیا صادر شده‌است. این بیانیه در تاریخ ۱۶ ماه مه ۲۰۱۸ در کنفرانس RightsCon منتشر شد.
بیانیهٔ تورنتو بر نگرانی‌ها حول مسئلهٔ سوگیری الگوریتمی و احتمال تبعیض ناشی از استفاده از یادگیری ماشین و هوش مصنوعی در برنامه‌هایی که می‌توانند بر زندگی افراد مؤثر باشند تمرکز می‌کند؛ به عنوان مثال برنامه‌هایی در حوزهٔ «پاسبانی، سیستم‌های رفاهی، ارائهٔ خدمات سلامت و بسترهایی برای بحث آنلاین.» یک نگرانی ثانویهٔ این سند، امکان نقض حریم خصوصی اطلاعاتی است.
هدف این بیانیه، ترسیم «استانداردهای ملموس و قابل اجرا برای دولت‌ها و بخش خصوصی» است. بیانیهٔ تورنتو خواستار راه‌حل‌هایی ملموس همچون جبران خسارت برای قربانیان تبعیض الگوریتمی است.

## محتوا
بیانیهٔ تورنتو شامل ۵۹ ماده است که به شش بخش تقسیم می‌شود و در مورد قانون بین‌المللی حقوق بشر، وظایف دولتها، مسئولیت‌های بازیگران بخش خصوصی و حق دریافت جبران خسارت مؤثر است.

### مقدمه
این سند با طرح این پرسش آغاز می‌شود: «در دنیای سیستم‌های یادگیری ماشین، چه کسی در قبال لطمه خوردن به حقوق بشر پاسخگو خواهد بود؟» این بیانیه استدلال می‌کند که همهٔ متخصصان، چه در بخش دولتی و چه در بخش خصوصی، باید از خطراتی که حقوق بشر را تهدید می‌کند آگاه باشند و با در نظر گرفتن حقوق بشر -آگاه از قوانین، استانداردها و اصول بین‌المللی موجود- به انجام کار خود بپردازند. این بیانیه به‌گونه‌ای حقوق بشر را تعریف می‌کند که شامل «حق حریم خصوصی و حفاظت از داده‌ها، حق آزادی بیان و اجتماع، مشارکت در زندگی فرهنگی، برابری در برابر قانون و دسترسی به جبران خسارت مؤثر» می‌شود. اما بیان می‌کند که تمرکز بیانیه بیشتر حول محور برابری و عدم تبعیض است.

### استفاده از چارچوب قوانین بین‌المللی حقوق بشر
چارچوب قوانین بین‌المللی حقوق بشر، حقوق گوناگونی را برمی‌شمارد؛ مکانیسم‌هایی را برای بازخواست ناقضان ارائه می‌دهد و جبران خسارت را برای افرادی که حقوق آنان نقض شده تضمین می‌کند. در این بیانیه، تعریف کمیتهٔ حقوق بشر سازمان ملل از «تبعیض» ذکر شده‌است: «هرگونه امتیاز، محرومیت، محدودیت یا ترجیحی که بر اساس [شامل اما نه محدود به] نژاد، رنگ، جنسیت، زبان، مذهب، عقاید سیاسی یا سایر عقاید، خاستگاه ملی یا اجتماعی، دارایی، تولد یا هر وضعیت دیگری باشد که هدف یا تأثیر آن خنثی یا خدشه‌دار کردن شناخت، بهره‌مندی یا اِعمال تمام حقوق و آزادی‌ها، توسط تمام افراد، در شرایط برابر است»
دولت‌ها باید به‌طور فعالانه تدابیر الزام‌آوری اتخاذ کرده و نهادهای خصوصی باید سیاست‌های داخلی جهت محافظت در برابر تبعیض وضع نمایند. این تدابیر می‌تواند شامل حفاظت از داده‌های حساس، به‌ویژه برای جمعیت‌های آسیب‌پذیر باشد. سامانه‌ها باید با همکاری جامعه‌ای متکثر طراحی شوند تا از تبعیض در طراحی جلوگیری شود.

### وظایف دولت‌ها: تعهدات حقوق بشری
امروزه دولت‌ها -معمولا در همکاری با شرکت‌های خصوصی- در حال استقرار سامانه‌های یادگیری ماشین هستند. حتی زمانی که توسعه این سیستم‌ها به شخص ثالثی سپرده شده باشد، همچنان تعهد دولت‌ها مبنی بر حفاظت از حقوق بشر پابرجاست. پیش از اجرا و به‌طور مداوم پس از اجرا، دولت‌ها باید مخاطرات را شناسایی کرده، بازرسی‌های منظم انجام دهند و سپس تمام اقدامات لازم را برای کاهش این خطرات به انجام رسانند. آن‌ها باید در مورد نحوهٔ پیاده‌سازی و استفاده از یادگیری ماشین شفافیت داشته باشند و از سامانه‌های جعبهٔ سیاه گونه که منطقشان به سادگی قابل توضیح نیست اجتناب کنند. سامانه‌ها باید تحت نظارت سخت‌گیرانهٔ کمیته‌های داخلی متکثر و مقامات قضایی مستقل قرار گیرند.
به علاوه، دولت‌ها باید از شهروندان در مقابل تبعیض توسط نهادهای خصوصی محافظت کنند. آن‌ها باید علاوه بر نظارت، قوانین الزام‌آوری علیه تبعیض و همچنین برای حفاظت از داده‌ها و حریم خصوصی تصویب کرده و ابزار مؤثری برای جبران خسارت افراد آسیب‌دیده ارائه دهند. اهمیت بسیاری دارد که دولت‌های ملی و منطقه‌ای قوانین بین‌المللی را گسترش داده و زمینه‌سازی کنند.

### مسئولیت‌های بازیگران بخش خصوصی: ارزیابی بایستهٔ حقوق بشر
نهادهای خصوصی مسئول به انجام «ارزیابی بایستهٔ حقوق بشر» هستند. درست همانند دولت‌ها، نهادهای خصوصی باید با در نظر گرفتن ریسک‌های معمول و مشورت با سهام‌داران، «گروه‌های آسیب‌دیده، سازمان‌های فعال در زمینهٔ حقوق بشر، برابری و تبعیض، متخصصان مستقل حقوق بشر و یادگیری ماشین»، مخاطرات را پیش از توسعه شناسایی کنند. آن‌ها باید سامانه‌هایی طراحی کنند که خطرات را کاهش دهند، سامانه را تحت نظارت منظم قرار دهد و از پروژه‌هایی که ریسک بسیار بالایی دارند صرف نظر کند. این نهادها باید در مورد مخاطرات مفروض، از جمله -در صورت نیاز- جزئیات پیاده‌سازی فنی، شفاف باشند و باید سازوکاری برای افراد فراهم آورند تا به هر تصمیمی که بر آن‌ها تأثیر می‌گذارد اعتراض کنند.

### حق دریافت جبران خسارت مؤثر
«حق عدالت یک عنصر حیاتی از قانون بین‌المللی حقوق بشر است.» نهادهای خصوصی باید فرآیندهایی را برای درخواست جبران خسارت توسط افراد آسیب‌دیده ایجاد کرده و سِمت‌هایی برای نظارت بر این فرایندها تعیین نمایند. دولت‌ها باید به‌خصوص هنگام استقرار سامانه‌های یادگیری ماشین در بخش عدالت با احتیاط عمل کنند. شفافیت، مسئولیت‌پذیری و جبران خسارت می‌توانند کمک‌کننده باشند.